# 토드 그리넬
토드 그리넬(Todd Grinnell, 1976년 3월 29일 ~ )은 미국의 배우이다.
매사추세츠주에서 태어났다.

## 출연 작품

### 영화
- 해저드 마을의 듀크 가족: 비기닝 (2007, The Dukes of Hazzard: The Beginning)
- Hysteria (2010)
- Dorfman in Love (2011)
- Nesting (2012) - 네일 역

### 텔레비전
- 로봇 치킨 (2006)
- 필라델피아는 언제나 맑음 (2007)
- 콜드 케이스 (2007)
- 사만다 후? (2007)
- 일라이 스톤 (2008-09)
- 팍스 앤 레크리에이션 (2009) - 네이트 역
- 위기의 주부들 (2008-09, 2011)
- 라이 투 미 (2010)
- 휴먼 타겟 (2011)
- 멘탈리스트 (2011)
- 내가 그녀를 만났을 때 (2011)
- 제인 바이 디자인 (2012)
- 리벤지 (2012)
- 베이거스 (2012)
- 니키타 (2013)
- 그레이스 앤 프랭키 (2015-16)
- 영 포프 (2016)
- 원 데이 앳 어 타임 (2017-20)